# Нёбдино
Нёбдино (коми Нёбдiн) — село в Корткеросском районе Республики Коми (Россия). Административный центр сельского поселения «Нёбдино».

## География
Расположено на правом берегу Вычегды чуть ниже устья реки Нёбъю, в 31 км к восток-северо-востоку от Корткероса и в 74 км от Сыктывкара. Вблизи западного конца села находится деревня Трофимовская.
На севере недалеко от села проходит автодорога Сыктывкар — Усть-Кулом (имеется подъездная дорога к селу через Трофимовскую).

## Население
| 2010 |
| ---- |
| 456  |

Национальный состав: коми — 94 % (2002).

## История
Село основано предположительно в 1608—1628 гг.. Впервые упоминается в переписной книге 1646 года как деревня Нобдин на реке на Нобдинке и на Вычегде.
Название происходит от коми гидронима нёп/нёб (Нёбъю) + дiн («место, прилегающее к чему-л.») и указывает на нахождение возле реки Нёбъю.
В начале XVIII века в селе была построена деревянная церковь. В 1719 году в селе имелось 8 крестьянских дворов, двор священника и двор церковного дьячка. В 1819 году появилась каменная церковь. В конце XIX века Нёбдино стало волостным центром. Ежегодно с 18 января по 2 февраля в селе проводилась ярмарка, на которую приезжали купцы из разных регионов и ненцы из Запечорья.
В селе родился и провёл детство коми советский деятель культуры Виктор Алексеевич Савин (коми Нёбдінса Виттор).

## Инфраструктура
Действуют общеобразовательная школа, детский сад, дом культуры (с библиотекой), литературный музей В. А. Савина, отделение почтовой связи, СПК «Нёбдинский».
Имеются памятник погибшим во время Гражданской войны, памятник погибшим во время Великой Отечественной войны, памятный знак и бюст В. А. Савина. Сохранились старые здания деревянной и каменной церквей.